# Charles Lalou
Charles Lalou, né le 26 juin 1841 à Lille (Nord) et décédé le 27 novembre 1918 à Paris 8e, est un industriel et homme politique français.

## Biographie
Fils du haut fonctionnaire Julien Paul Lalou, directeu général de la salubrité de Paris, trésorier-payeur général, cofondateur de la Compagnie des mines de Bruay, et d'Augustine Lepers, Charles Lalou se consacre d'abord à diverses affaires industrielles et devient rapidement directeur des mines de Bruay de 1889 à 1893. Engagé volontaire en 1870, il participe au conflit franco-prussien dans une unité du génie.
Il dirige, d'autre part, une grande exploitation agricole à La Chapelle-en-Serval, dans l'Aisne.
Rallié à la politique du général Boulanger, Il est élu député de la 1re circonscription de Dunkerque le 22 septembre 1889, au premier tour, par 7 823 voix contre 4.750 à Jean-Baptiste Trystram, député républicain sortant.
En 7 août 1892, il est élu conseiller général pour le canton de Dunkerque-Ouest en battant Jean-Baptiste Trystram (Gauche républicaine). Mais cette élection ayant été invalidée il est sèchement battu par le Président de la Chambre de Commerce de Dunkerque Alfred Petyt le 10 avril 1893,,.
Battu au deuxième tour par le général Henri Iung, candidat républicain, lors des élections législatives de 1893, il consacre de nouveau toute son ardeur au journalisme. Toujours fidèle à la politique révisionniste, il ne cesse de diriger dans La France de vives attaques contre les parlementaires impliqués dans l'affaire de Panama, et croit même devoir, en 1896, publier une liste de 104 députés qui auraient touché des fonds provenant de la compagnie dirigée par F. de Lesseps. Poursuivi, en raison de cette publication, devant plusieurs tribunaux à la fois, il est acquitté par quelques-uns et condamné par d'autres, pour diffamation, à plusieurs années de prison et à de fortes amendes. 
À la suite de cette affaire, Charles Lalou abandonne non seulement la vie publique, mais le journalisme, et ne s'occupe plus que d'affaires minières et financières.

## Sources
- « Charles Lalou », dans Adolphe Robert et Gaston Cougny, Dictionnaire des parlementaires français, Edgar Bourloton, 1889-1891 [détail de l’édition]